# Cycas candida
Cycas candida es una especie de Cycadopsida del género Cycas, de la familia Cycadaceae, del orden Cycadales.

## Distribución
Cycas candida se distribuye por Australia (Queensland).

## Taxonomía
Fue descrita científicamente por K.D.Hill Fue publicado por primera vez en K.D.Hill. In: Telopea 10(2): 607-611, figs. 1-2. (2004).